# Jedlice (potok)
Jedlice (polsky Jedlica, německy Iselbach, Eglitz) je potok v Polsku o délce 15 km. Je pravým přítokem řeky Łomnice. Nachází se v Dolnoslezském vojvodství.

## Další informace
Potok pramení v Krkonoších v nadmořské výšce nad 1000 m v blízkosti průsmyku Okraj. Jeho povodí odvádí vody ze severních svahů Střechy (Kowarski Grzbiet) a Pomezního hřebenu (Grzbiet Lasocki) a západního úbočí Janovického rudohoří. Střední a dolní část údolí potoka vytyčuje západní hranici Janovického rudohoří. Potok protéká přes Kowary, Kostrzace, Mysłakowice a Łomnici. V Łomnici se vlévá do stejnojmenné řeky Łomnice.
Přítoky:
- Jelenia Struga (pravý)
- Kuźniczy potok (pravý)
- Kalnica (pravý)
- Piszczak (levý)
- Malina (levý)

Jedlice byla regulována po povodni na konci 19. století a v současné době má protipovodňovou ochranu.